# 北山十八間戸

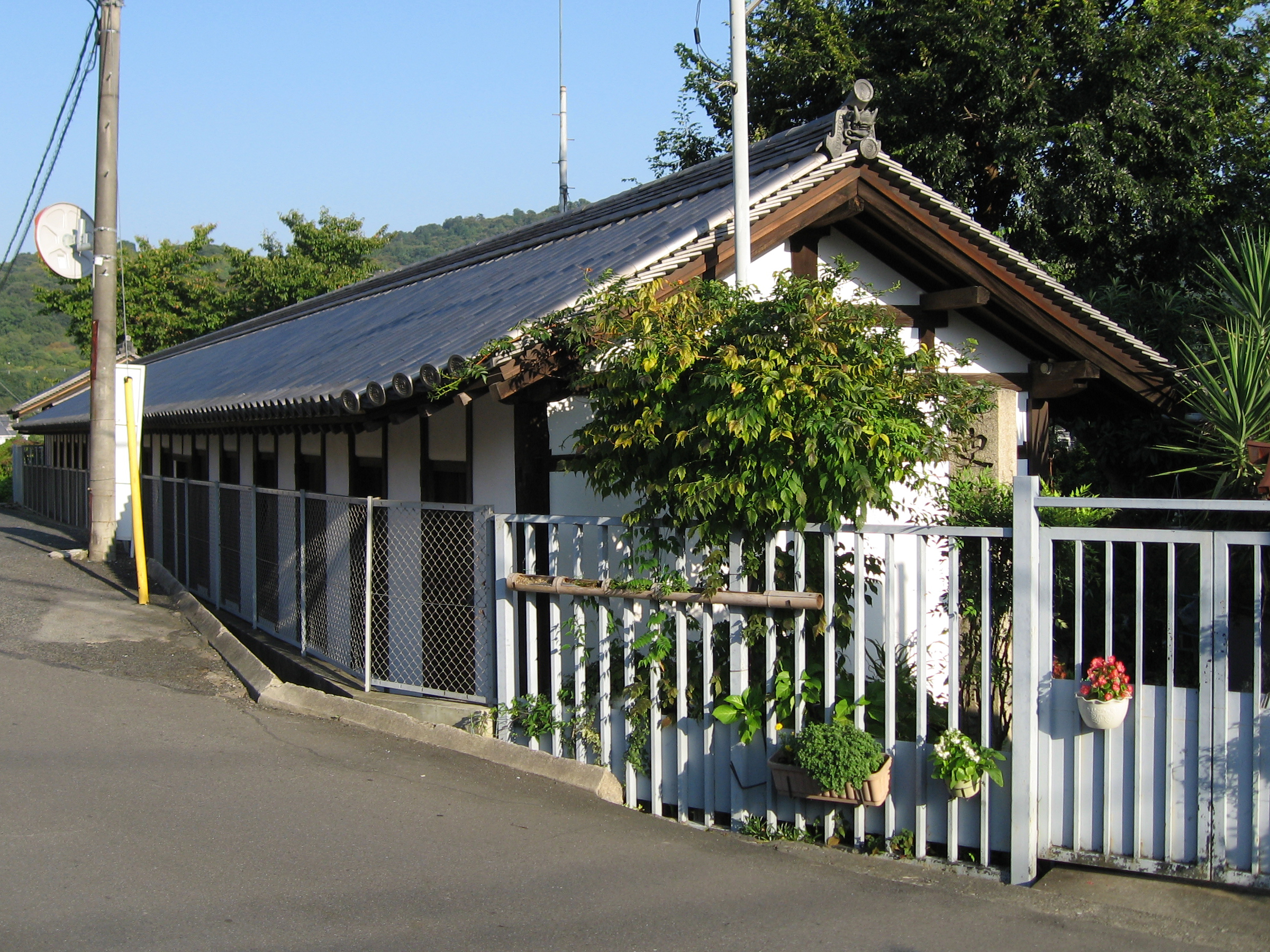
北山十八間戸（2008年10月北西側より撮影）

北山十八間戸（きたやまじゅうはちけんこ／きたやまじゅうはちけんと／きたやまじゅうはっけんこ)は鎌倉時代に奈良につくられたハンセン病などの重病者を保護・救済した福祉施設。1921年3月3日、国の史跡に指定された。

## 所在地
- 奈良県奈良市川上町454

## 概要
寛元元年（1243年）、西大寺の忍性によってつくられたとされる。当初は般若寺の北東にあったが、永禄10年（1567年）に戦災（東大寺大仏殿の戦い）を受けて焼け、寛文年間（1661年から1672年）に現在地に移った。元禄6年（1693年）に修築された。全長約38m・幅約4mの東西に長い棟割長屋で、内部は18室に区切られ、さらに東端に仏間がある。
第二次世界大戦後の一時期、大阪空襲の被災者や大陸からの引き揚げ者が住んだこともある。